# Olivia Grigolli
Olivia Grigolli (* 1963 in Innsbruck) ist eine österreichische Schauspielerin.

## Leben und Werk
Bereits während der Schulzeit absolvierte Grigolli ihre Schauspielausbildung und spielte im Alter von 18 Jahren am Landestheater ihrer Heimatstadt.
Seit 1983 ist sie immer wiederkehrender Gast der Salzburger Festspiele und verkörperte in diesem Jahr die Mathurine in der legendären Ingmar-Bergman-Inszenierung von Molières Dom Juan. In dieser Rolle debütierte sie im selben Jahr auch im Münchner Residenztheater, wo sie bis 1986 fest engagiert war. Es folgten freie Engagements, u. a. am Wiener Burgtheater (als Marianne in Horváths Geschichten aus dem Wiener Wald in der Regie von Alfred Kirchner), am Theater Basel, dem Staatstheater Stuttgart, dem Düsseldorfer Schauspielhaus und am Deutschen Schauspielhaus in Hamburg (als Karoline in Horváths Kasimir und Karoline in der Regie von Christoph Marthaler). Von 1992 bis 1998 war sie Ensemblemitglied der Volksbühne am Rosa Luxemburg Platz in Berlin, wo sie als Desdemona in Shakespeares Othello zum ersten Mal mit Andreas Kriegenburg arbeitete.
1999 und 2014 spielte sie bei den Salzburger Festspielen in Ödön von Horváths Stücken Zur schönen Aussicht und Don Juan kommt aus dem Krieg, ersteres inszeniert von Marthaler, letzteres von Andreas Kriegenburg. 2001 war sie die Marie in Christoph Marthalers Was ihr wollt-Produktion, 2004 spielte sie die Königin Isabella in Sebastian Nüblings Inszenierung von Christopher Marlowes Edward II. auf der Pernerinsel in Hallein. 2009 war sie an der Uraufführung von Giacinto Scelsis und Christoph Marthalers Sauser aus Italien. Eine Urheberei., wiederum auf der Perner-Insel, beteiligt.
Christoph Marthaler verpflichtete sie nach den gemeinsamen Arbeiten von Hamburg und Salzburg 2000 für fünf Jahre ans Zürcher Schauspielhaus. Dort war sie u. a. in Stefan Puchers Inszenierungen der Orestie von Aischylos und von Shakespeares Richard III., in Karin Henkels Das weite Land und in Andreas Kriegenburgs Inszenierung der Stützen der Gesellschaft von Ibsen. Weitere Engagements führten sie an das Düsseldorfer Schauspielhaus (in Schillers Maria Stuart in der Regie von Stefan Bachmann, 2008), mit Marthaler wiederum an das Deutsche Schauspielhaus in Hamburg (Uraufführung von Heimweh und Verbrechen, 2014), das Schauspielhaus Graz und an das Staatsschauspiel Dresden. Dort spielte sie in Rheingold nach Richard Wagner in der Regie von David Marton. Es folgten weitere Inszenierungen an der Volksbühne in den Spielzeiten 15/16 und 16/17, wie Tessa Blomstedt oder Gemischte Gesichter, bekannte Gefühle, beide auch von Christoph Marthaler. Eine weitere erfolgreiche Arbeitsverbindung begann in Zürich mit Bastian Kraft in Genets Zofen und setzte sich in der Spielzeit 16/17 am DT mit Tod eines Handlungsreisenden von Arthur Miller an der Seite von Ulrich Matthes fort.
Olivia Grigolli arbeitete außerdem mit den Regisseuren Franz Xaver Kroetz, Frank Castorf, Stefan Bachmann, Jan Bosse, Karin Henkel und Barbara Frey.
Seit der Spielzeit 2023/24 ist Olivia Grigolli festes Ensemblemitglied am Schauspielhaus Graz.